# Carl Seltmann
Carl Seltmann (* 2. April 1842 in Neustadt O.S.; † 7. Oktober 1911 in Breslau) war ein deutscher katholischer Theologe.

## Leben
Seltmann stammte aus bürgerlichen Verhältnissen. Er besuchte die Volksschule in seiner Geburtsstadt Neustadt O.S. (Prudnik) und dann das Gymnasium in Neisse (Nysa). Ab 1862 studierte er katholische Theologie an der Universität Breslau.
1866 wurde er zum Priester in Breslau geweiht. Er war Kaplan in Striegau und Gruttke, Pfarrer in Wittstock dann über 12 Jahre in Eberswalde. 1884 wurde er Domkapitular zu Breslau. Ab 1895 war er auch Redakteur des Schlesischen Pastoralblattes. Er erwarb 1896 den Dr. theol. in Freiburg im Breisgau. 1905 wurde er zum ordentlichen Honorarprofessor an der Universität Breslau ernannt.
Seltmann verfasste einige Schriften, die meistens eher populärwissenschaftlichen Charakter aufwiesen. Er beschäftigte sich mit dem Problem der getrennten Christen und setzte sich für deren Einigung ein.

## Schriften (Auswahl)
- Des hl. Johannes Chrysostomus Peri Hierōsynēs logoi hex. De sacerdototio libri sex. Münster 1887.
- Angelus Silesius und seine Mystik. Breslau 1896.
- Des Hieronymus Savonarola Triumph des Kreuzes. Breslau 1898, OCLC 11654997.
- Zur Wiedervereinigung der getrennten Christen, zunächst in deutschen Landen. Breslau 1903, OCLC 45974138.